# Фелис, Фортюне-Бартельми де
Фортюне́-Бартельми́ де Фели́с (фр. Fortuné-Barthélemy de Félice), урождённый Фортуна́то Бартоломе́о Де Фели́че (итал. Fortunato Bartolomeo De Felice; 24 августа 1723, Рим — 13 февраля 1789, Ивердон) — швейцарский энциклопедист, учёный, философ и книгоиздатель итальянского происхождения. 

## Биография
Родился 24 августа 1723 в Риме. Получил образование в Риме и Брешие. С 1743 года — член ордена францисканцев-обсервантов, с 1746 года — священник и профессор философии в Риме, с 1753 — профессор экспериментальной физики и математики в Неаполе.
В 1757 году из-за любовной истории был вынужден бежать из Италии и обосновался в швейцарском Берне. В 1758 году принял протестантизм. В 1758 году совместно с Винсенцем Бернхардом Чарнером основал в Берне типографию, которая выпускала два литературных журнала: на итальянском (1758—1762) и латинском (1758—1766) языках. В 1762 году вместе с Чарнером переехал в Ивердон, где открыл пансион для молодых людей и одновременно с этим — одно из самых значимых книжных издательств Швейцарии своего времени. Издательство Фелиса публиковало многочисленные сочинения различных авторов-просветителей, преимущественно на французском языке, среди которых Эли Бертран, Шарль Бонне, Жан-Жак Бюрламаки, Альбрехт фон Галлер, Габриэля Сеньё де Корревон, Огюст Тисс и другие. Фелис переписывался со многими учёными-просветителями из разных стран и городов Европы: Иоганном Генрихом Мамуэлем Формеем из Берлина, Альбрехтом фон Галлером и его сыном Готтлибом Эмануэлем из Берна, а также итальянцами Чезаре Беккариа, Пьетро Верри, Онорато Каэтани и Джованни Лами.

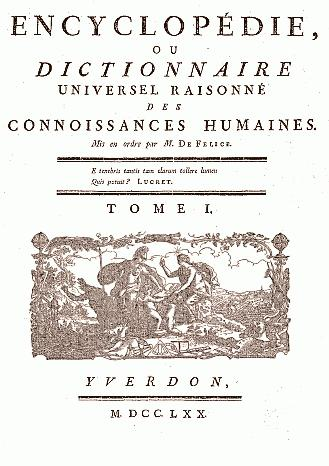
Титульная страница 1-го тома «Ивердонской энциклопедии», 1770

Среди публикаций было также около полудюжины книг самого́ Фелиса в области педагогики, философии и религии. Наиболее значимой публикацией стала так называемая «Ивердонская энциклопедия» (1770—1780, 58 томов, около 75 000 статей). Это была крупнейшая швейцарская и одна из наиболее значительных европейских энциклопедий своего времени, которую издатель и его соратники противопоставляли «Энциклопедии...» Дидро и д’Аламбера как более умеренную и основанную на идеях протестантизма. Фелис сам написал для своей энциклопедии многие статьи. Однако объёмистое издание истощило финансы книгоиздателя и окончилось его банкротством. Скончался в Ивердоне 13 февраля 1789 года.

## Сочинения
Среди наиболее заметных сочинений Фелиса:
- Discours sur la manière de former l’esprit et le cœur des enfant (1763)
- Droit de la nature et des gens (1769)
- Tableau philosophique de la religion chrétienne (4 volumes, 1779)

## Семья
Фортюне-Бартельми де Фелис был трижды женат:
- Первая жена (с 1759) Сюзанн Вавр (фр. Susanne Wavre) из Невшателя
- Вторая жена (с 1769) Луиз Мари Перреле (Louise Marie Perrelet)
- Третья жена (с 1774) Жанн Саломе Сине (Jeanne Salomé Sinet)

У Фелиса было три дочери и шесть сыновей, среди которых протестантские священники Фортюне-Бернар (1760—1832) и Фредерик-Шарль (1775—1809).